# Расселл Гармер
Расселл Гармер (англ. Russell Harmer, 5 листопада 1896 — 31 жовтня 1940) — британський яхтсмен.
Олімпійський чемпіон 1936 року в класі 6 метрів.